# Bridelia
Bridelia is een geslacht uit de familie Phyllanthaceae. De soorten komen voor in de (sub)tropische delen van de Oude Wereld.

## Soorten
- Bridelia adusta Airy Shaw
- Bridelia affinis Craib
- Bridelia assamica Hook.f.
- Bridelia atroviridis Müll.Arg.
- Bridelia balansae Tutcher
- Bridelia brideliifolia (Pax) Fedde
- Bridelia cathartica G.Bertol.
- Bridelia cinnamomea Hook.f.
- Bridelia curtisii Hook.f.
- Bridelia duvigneaudii J.Léonard
- Bridelia eranalis J.Léonard
- Bridelia erapensis S.Dressler
- Bridelia exaltata F.Muell.
- Bridelia ferruginea Benth.
- Bridelia finalis P.I.Forst.
- Bridelia fordii Hemsl.
- Bridelia glauca Blume
- Bridelia grandis Pierre ex Hutch.
- Bridelia harmandii Gagnep.
- Bridelia insulana Hance
- Bridelia leichhardtii Baill. ex Müll.Arg.
- Bridelia macrocarpa Airy Shaw
- Bridelia micrantha (Hochst.) Baill.
- Bridelia microphylla Chiov.
- Bridelia mollis Hutch.
- Bridelia montana (Roxb.) Willd.
- Bridelia moonii Thwaites
- Bridelia ndellensis Beille
- Bridelia nicobarica Chakrab. & Vasudeva Rao
- Bridelia oligantha Airy Shaw
- Bridelia ovata Decne.
- Bridelia parvifolia Kuntze
- Bridelia pervilleana Baill.
- Bridelia pustulata Hook.f.
- Bridelia retusa (L.) A.Juss.
- Bridelia rhomboidalis Baill.
- Bridelia ripicola J.Léonard
- Bridelia scleroneura Müll.Arg.
- Bridelia sikkimensis Gehrm.
- Bridelia somalensis Hutch.
- Bridelia speciosa Müll.Arg.
- Bridelia stipularis (L.) Blume
- Bridelia taitensis Vatke & Pax
- Bridelia tenuifolia Müll.Arg.
- Bridelia tomentosa Blume
- Bridelia triplocarya Airy Shaw
- Bridelia tulasneana Baill.
- Bridelia verrucosa Haines
- Bridelia whitmorei Airy Shaw
- Bridelia wilksii Breteler